# Berbéris
Berberis
Genre
Synonymes
- Alloberberis C.C.Yu & K.F.Chung, Taxon 66(6): 1385 (2017).
- Chrysodendron Terán & Berland. in Teran & Berlandier, Mem. Comis. Limites: 7 (1832).
- Mahonia Nutt., Gen. 1: 211 (1818), nom. cons.
- × Mahoberberis C.K.Schneid., Ill. Handb. Laubholzk. 1: 806 (1906).
- Moranothamnus C.C.Yu & K.F.Chung, Taxon 66(6): 1388 (2017).
- Odostemon Raf., Amer. Monthly Mag. & Crit. Rev. 4: 192 (1819).

Berberis (les berbéris) est un genre de plantes à fleurs de la famille des Berberidaceae. Il regroupe environ 450 à 500 espèces d'arbustes épineux à feuilles caduques et à feuilles persistantes de 0,1 à 4,5 m de hauteur, originaire des régions tempérées et subtropicales d'Europe, d'Asie, d'Afrique, et d'Amérique.  Ils sont étroitement liés au genre Mahonia (qui est parfois inclus dans le genre Berberis à cause des hybrides × mahoberberis).

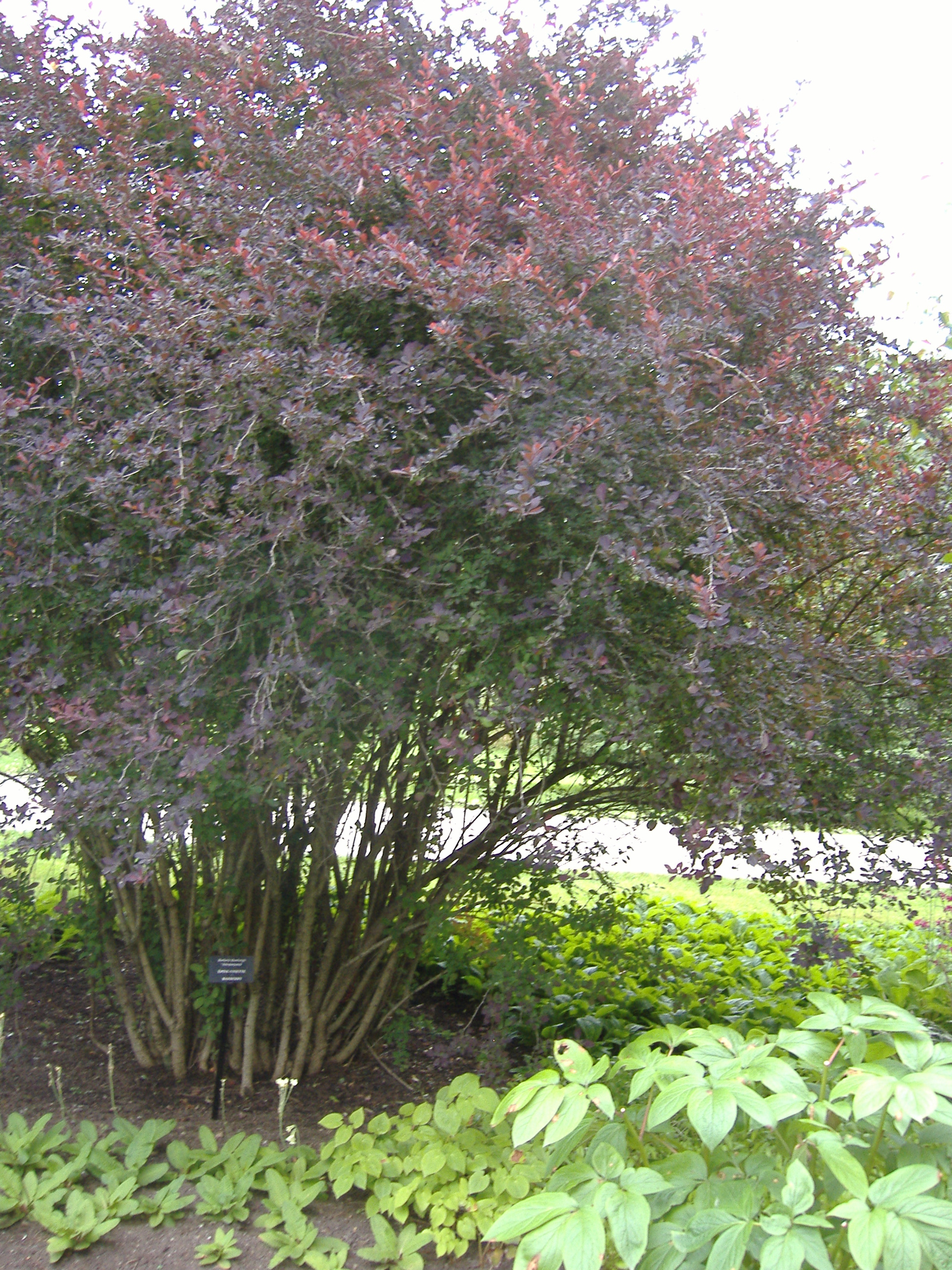
Berbéris de bonne taille.

## Description
Ce sont des arbustes ou des arbrisseaux dont la hauteur varie de 0,1 à 4,5 m (certains individus atteignent exceptionnellement 8 m). Les feuilles sont alternes et généralement dotées d'un pétiole.
L'inflorescence est en position terminale sur les rameaux. Les fleurs sont assez petites (3 à 8 mm), généralement en grappe, mais parfois solitaires ou en ombelle chez certaines espèces. Elles sont précédées par 3 bractéoles caduques en forme d’écaille. Chaque fleur est composé de 6 sépales jaunes qui tombent peu après la formation de la fleur, 6 pétales jaunes portant des glandes nectarifères, 6 étamines dont les anthères s'ouvrent par un système de valves et produisant un pollen à l'exine ponctuée. L'ovaire a une forme de massue et porte un seul style.

berbéris iranien.

Les fruits sont des baies de forme arrondie, ovoïde ou ellipsoïde. Ils contiennent de 1 à 10 graines selon les espèces et leur couleur peut aller du brun ou brun-rouge au noir. Les baies séchées de Berberis vulgaris, l'épine vinette, sont appréciées en cuisine iranienne sous le nom de zereshk.

## Quelques espèces
- Berberis aetnensis
- Berberis aggregata
- Berberis agricola
- Berberis amoena
- Berberis amplectens
- Berberis angulosa
- Berberis approximata

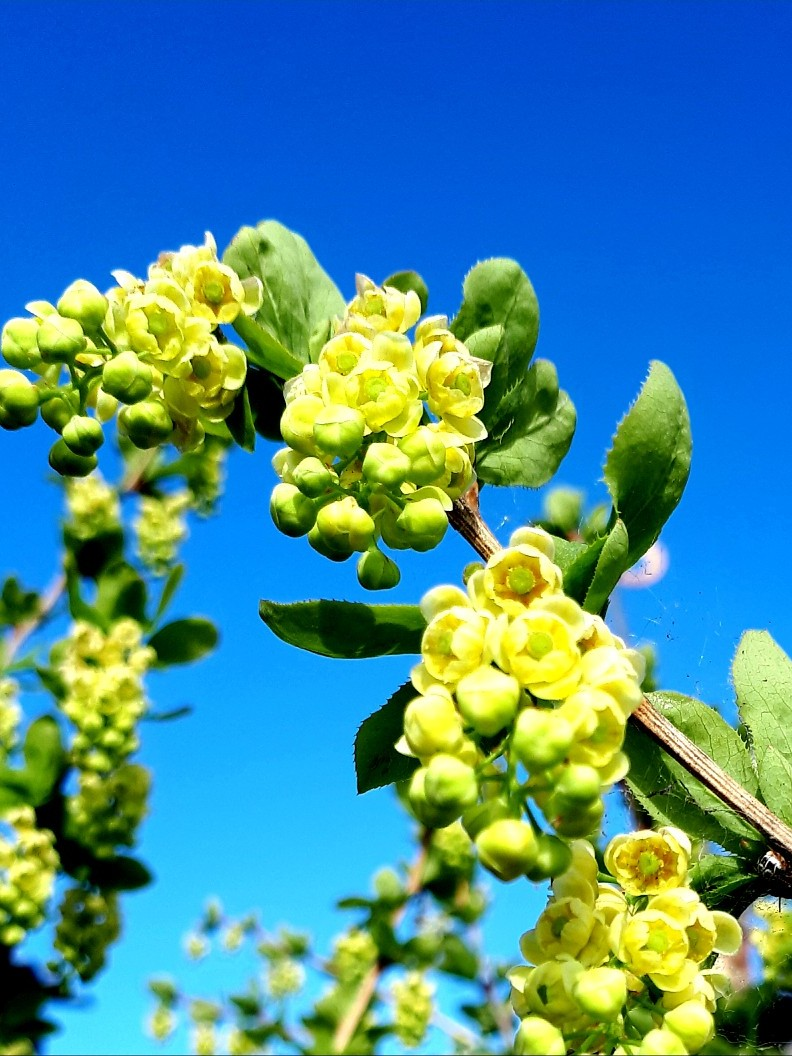
Fleur Berbéris en Sibérie orientale.

- Berberis aquifolium - Mahonia à feuilles de houx
- Berberis aristata
- Berberis bealei
- Berberis brachypoda Maxim.
- Berberis brachystachys
- Berberis buchananii
- Berberis buxifolia - Berbéris à feuilles de buis
- Berberis calliantha
- Berberis campylotropa
- Berberis canadensis Mill.
- Berberis chinensis Poir.
- Berberis chrysosphaera
- Berberis concinna
- Berberis darwinii Hook.
- Berberis dictyophylla
- Berberis dictyota
- Berberis elliotii
- Berberis erythrocloda
- Berberis everestiana
- Berberis fortunei
- Berberis fendleri Gray
- Berberis franchetiana
- Berberis francisci-ferdinandi
- Berberis fremontii
- Berberis gacschkeana
- Berberis gagnepainii C.K.Schneid.
- Berberis gilungensis
- Berberis griffithiana
- Berberis gyalaica
- Berberis haematocarpa
- Berberis harrisoniana Kearney et Peebles
- Berberis hemsleyana
- Berberis hobsonii
- Berberis humido-umbrosa
- Berberis hypericifolia
- Berberis ignorata
- Berberis incrassata
- Berberis jamesiana
- Berberis johannis
- Berberis julianae C.K.Schneid.
- Berberis karkaralensis
- Berberis kartanica
- Berberis kongboensis
- Berberis koreana
- Berberis leptopoda
- Berberis linearifolia
- Berberis longispina
- Berberis ludlowii
- Berberis minutiflora
- Berberis multicaulis
- Berberis multiserrata
- Berberis negeriana
- Berberis nervosa
- Berberis nevinii
- Berberis nullinervis
- Berberis obovatifolia
- Berberis ×ottawensis Schneid.
- Berberis parapruinosa
- Berberis pinnata Lag.
- Berberis piperiana
- Berberis platyphylla
- Berberis polyantha
- Berberis pruinosa
- Berberis pulangensis
- Berberis pumila
- Berberis racemulosa
- Berberis repens
- Berberis sabulicola
- Berberis sherriffii
- Berberis sikkimensis
- Berberis ×stenophylla Lindl.
- Berberis stiebritziana
- Berberis swaseyi
- Berberis taronensis
- Berberis taylorii
- Berberis temolaica
- Berberis thunbergii - berbéris de Thunberg
- Berberis trichiata
- Berberis trifoliolata
- Berberis trigona
- Berberis tsangpoensis
- Berberis tsarica
- Berberis tsarongensis
- Berberis ulicina
- Berberis umbratica
- Berberis valdiviana
- Berberis vernae
- Berberis vinifera
- Berberis virescens
- Berberis vulgaris L. - épine-vinette
- Berberis wilcoxii Kearney
- Berberis wilsoniae Hemsl.
- Berberis xanthophlaea
- Berberis zayulana